# ECノロエスチ
ECノロエスチ (ポルトガル語: Esporte Clube Noroeste) は、ブラジル・サンパウロ州バウルに本拠地とするサッカークラブである。1910年9月1日設立。

## 歴史
1910年9月1日に設立されたが、この日はブラジル屈指の人気を誇るコリンチャンスが設立された日でもある。1943年、サンパウロ郊外のクラブで競われていたカンピオン・ド・イオンテリオールで優勝。1948年にプロ化。
1953年カンピオナート・パウリスタ1部に昇格し、1966年までトップディビジョンに所属した。全国レベルでは1978年の一度だけカンピオナート・ブラジレイロ・セリエAに所属している。
1990年代は成績が低迷し、カンピオナート・パウリスタ・セリエA3（州選手権3部）へ2度降格した。
2006年シーズンはクラブ記録となる5位で州選手権を終えた。またコパ・ド・ブラジルに初参戦したが、クルーベ・キンゼ・デ・ノヴェンブロに敗れた。カンピオナート・ブラジレイロ・セリエCでは第3ステージまで進んだが、セリエBへの昇格は逃した。

## ライバル
ノロエスチの主なライバルは、マリーリアとキンゼ・デ・ジャウーである。

## タイトル

### 国内タイトル
- カンピオナート・パウリスタ2部 : 3回
  - 1953, 1970, 1984
- カンピオナート・パウリスタ3部 : 2回
  - 1995, 2004
- コパ・パウリスタ : 2回
  - 2005, 2012

### 国際タイトル
なし

## 歴代所属選手
- ジャイルジーニョ 1978-1979
- エジソン・ボアロ 1992
- ゼ・カルロス 2001